# Бештауніт
Бештауніт — вивержена гірська порода. Інша назва — лужний гранітпорфір.
Названа за горою Бештау поблизу м. П'ятигорська.
Не плутати з мінералом Бештауїтом.

## Загальний опис
Лужний трахіт з егірин-авгітом і арфведсонітом. Структура порфірова. Вкрапленики представлені польовим шпатом, роговою обманкою і кварцом. Вони утворені санідином, калієвим олігоклаз-альбітом і в невеликій кількості кварцом, амфіболом і піроксеном. Акцесорні мінерали: титаніт, апатит, циркон. Основна маса тонкозерниста.
Бештауніт стійкий по відношенню до різких коливань температур. Кислототривкий.

## Використання
Бештауніт використовують для виготовлення штучного каміню для футерування абсорбційних башт, відстійників, холодильників та інших виробничих споруд хімічної промисловості. Щебінь бештауніту використовують як заповнювач при отриманні кислототривких бетонів. Пилоподібний бештауніт — борошно, що застосовується при виробництві антикорозійних цементів.